# سایورات
سایورات (به آلمانی: Seiwerath) یک شهر در آلمان است که در بیتبورگ-پروم واقع شده‌است.